# Es más joven que tú
«Es más joven que tú» es un sencillo del cantautor español José Luis Perales del álbum Me han contado que existe un paraíso. Fue lanzado en 2000, por la discográfica Sony Music bajo el sello Columbia Records.

## Lista de canciones
| Lado A |                       |          |  |
| N.º    | Título                | Duración |  |
| 1.     | «Es más joven que tú» |          |  |

## Créditos y personal

### Músicos
- Bajo: Julio Hernández
- Batería: Lee Levine
- Piano: Ricardo Eddy Martínez
- Guitarras (eléctrica, steel guitar y nylon): René L. Toledo
- Coros: Rita Quintero, Lena Pérez, Raúl Midón
- Cuerdas: The Miami Symphonic Strings
- Arreglo de cuerdas: Ricardo Eddy Martínez
- Concertino: Alfredo Oliva

### Personal de grabación y posproducción
- Todas las canciones compuestas por José Luis Perales
- Editorial: Ediciones TOM MUSIC S.L.
- Compañía discográfica: Sony Music International (bajo el sello Columbia Records), A&R Development, Nueva York, Estados Unidos
- Estudio de grabación: Crescent Moon y The Hit Factory Criteria; Miami, Estados Unidos
- Ingenieros de sonido: Erick Shilling y Carlos Álvarez
- Asistentes de sonido: Gustavo Bonnet y Toni Mardini
- Estudio de mezclado: The Hit Factory Criteria; Miami, Estados Unidos
- Ingeniero de mezclas: Carlos Álvarez
- Asistente de mezclas: Chris Carroll
- La voz de José Luis Perales fue grabada en Eurosonic (Madrid) por Juan Vinader con la asistencia de Álvaro Laguna
- Grabación de las copias maestras: Vlado Meller
- Estudio de grabación de las copias maestras: Sony Music Studio; Nueva York, Estados Unidos
- Fotografías: Daniel Dicenta
- Estilista: Rubén Darío
- Diseño gráfico: Carlos Martín (Sony Music Entertainment Spain S.A.)